# James Milner
James Philip Milner (født 4. januar 1986 i Leeds) er en engelsk fodboldspiller, der primært spiller som midtbanespiller hos Premier League-klubben Brighton & Hove Albion. Tidligere har han spillet for Liverpool, Leeds United i sin fødeby samt hos Swindon Town, Newcastle United, Aston Villa og Manchester City. James Milner blev med sin kamp mod Bournemouth 8. december 2018 den blot 13. spiller, der har spillet over 500 kampe Premier League og fire år senere nåede han som den blot fjerde spiller sin Premier League-kamp nummer 600 tyve år efter sin debut i denne liga, da han kom på banen i Liverpools kamp mod Southampton 12. november 2022. D. 22. januar 2024 spillede Milner sin 633. Premier League-kamp, og blev dermed indehaver af andenpladsen over flest spillede kampe i Premier League, kun overgået af Gareth Barry med 653 kampe.
I sin tid i Leeds United blev Milner i 2002 både den næstyngste spiller og den yngste målscorer i Premier Leagues historie. Hans rekordmål blev scoret den 26. december mod Sunderland, på et tidspunkt hvor Milner kun var 16 år.
Milner var i Manchester City-truppen da blev engelske mestre i Premier League i sæsonen 2011/2012, hvor han scorede 17 af klubbens mål.
James Milner var den første englænder, som scorede et Champions League mål for Manchester City i 2-3 sejr på udebane imod Bayern München den 10. december 2013, hvor Manchester City spillede sig videre fra gruppespillet i turneringen.
James Milner blev i 2015 ved flere lejligheder brugt som angriber, hvilket også var sket et par gange i hans tid i Newcastle United. Hos Manchester City spillede han i front, da alle tre angriber i Manchester Citys trup var skadet. Han bemærkede sig positivt, ved bl.a. at score to mål i FA Cuppens tredje runde i et 2-1 opgør imod Sheffield Wednesday, hvilket sikrede videre deltagelse i turneringen.
James Milner blev d. 24 april 2018 den spiller med flest assist i en Champions League-sæson, da han assisterede Roberto Firmino i Liverpools 5-2 sejr i semifinalen mod A.S. Roma. Dermed kom Milner op på hele 9 assist i en enkelt Champions League-sæson.

## Landshold
Milner står noteret for 61 kampe for Englands landshold, og spillede mellem 2004 og 2008 ikke mindre end 40 kampe for landets U-21 hold. Han var en del af den engelske trup til VM i 2010 i Sydafrika.

## Privat liv
Milner er gift med Amy Fletcher. Parret har to børn, en datter og en søn. Milner lærte at tale spansk for at kommunikere bedre med sine holdkammerater, og han taler kun spansk med sine børn for at sikre, at de også lærer sproget.
Milner har etableret James Milner Foundation, som afholder en årlig temafest for at samle penge ind til forskellige velgørende formål.
Milner blev udnævnt til Member of the Order of the British Empire (MBE) ved Birthday Honours i 2022 for hans bidrag til association football og velgørenhed.